# Škrabalka
Škrabalka je přírodní rezervace ev. č. 436 poblíž obce Lipník nad Bečvou v okrese Přerov. Oblast spravuje Agentura ochrany přírody a krajiny ČR. Důvodem ochrany je soustava vodních tůní a slepých ramen v Pobečví, bohaté ptačí hnízdiště a místo pro rozmnožování obojživelníků.